# Jewel Brown
Jewel Brown (Houston, Texas, 30 de agosto de 1937-25 de junio de 2024) fue una cantante afroestadounidense. 

## Biografía
Desde muy pequeña inició su camino lírico, cantando en el coro de una iglesia bautista y, con 12 años, en el Manhattan Club de Galveston. Aún siendo una estudiante, acompañó a Lionel Hampton en una gira por Europa.
Después de graduarse se decide a continuar con su carrera musical, dejando de lado la posibilidad de realizar estudios universitarios. De esta manera, continuó su actividad musical cantando en el grupo de su hermano.
Jewel Brown es conocida por su participación en el grupo All Star band de Louis Armstrong.